# 프란시스코 데 비토리아

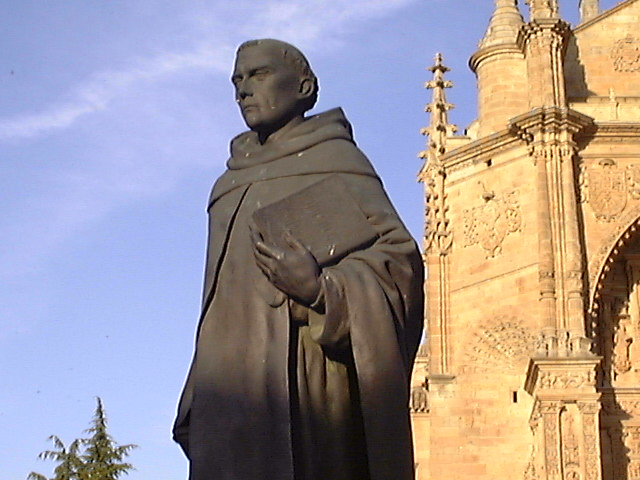

프란시스코 데 비토리아(Francisco de Vitoria,   1483c. – 1546년 8월 12일)는 스페인 로마 가톨릭 철학자, 신학자, 르네상스 스페인의 법학자였다. 그는 정의로운 전쟁과 국제법에 대한 개념으로 특히 유명한 살라망카 학파로 알려진 철학 전통의 창시자이다. 과거 학자들은 알베리코 젠틸리(Alberico Gentili), 후고 그로티우스와 함께 "국제법의 아버지"로 묘사했지만, 일부 현대 학자들은 포스트모던 국제법의 개념이 진정으로 발전하지 않았기 때문에 그러한 묘사가 시대착오적이라고 주장했다.
부르고스에서 자랐다. 그는 1504년에 도미니코회에 들어가게 되었고 파리의 생 자크 대학에서 교육을 받았으며 그곳에서 에라스뮈스의 영향을 받았다. 1524년에 그는 살라망카 대학의 신학 학과장으로 선출되어 토미즘 ( 성 토마스 아퀴나스의 철학과 신학)을 널리 알리는 데 중요한 역할을 했다. 그는 1546년 8월 12일 살라망카에서 사망했다.
저명한 학자인 그는 카를 5세의 공개적인 자문을 받았다. 그는 스페인 제국이 원주민에게 부과한 권력 유형을 제한하기 위해 노력했다. 그는 "앞서 말한 모든 것의 결과는 원주민들이 기독교인과 마찬가지로 공적 및 사적 문제 모두에서 의심할 여지없이 진정한 지배권을 가지고 있었고 그들의 왕자나 개인이 지상에서 그들의 재산을 약탈당할 수 없었다는 것이다. 그들의 진정한 주인이 아니라는 것이다." 비토리아는 원주민이 본질적으로 노예로 이해될 수 있다는 것을 부인했다.

## 같이 보기
- 정의로운 전쟁론